# Kardamîceve, Rozdilna
Kardamîceve (în ucraineană Кардамичеве) este un sat în comuna Velîka Mîhailivka din raionul Rozdilna, regiunea Odesa, Ucraina.

## Demografie
Componența lingvistică a localității Kardamîceve
     Ucraineană (84,13%)
     Rusă (13,49%)
     Română (2,38%)
Conform recensământului din 2001, majoritatea populației localității Kardamîceve era vorbitoare de ucraineană (84,13%), existând în minoritate și vorbitori de rusă (13,49%) și română (2,38%).